# Cieksyn
Cieksyn – wieś sołecka w Polsce położona na Wysoczyźnie Ciechanowskiej w województwie mazowieckim, w powiecie nowodworskim, w gminie Nasielsk. Leży przy ujściu rzeczki Nasielnej do Wkry.
| SIMC    | Nazwa           | Rodzaj    |
| ------- | --------------- | --------- |
| 0119907 | Cieksynek       | część wsi |
| 0119913 | Kolonia Cieksyn | kolonia   |

## Historia
Wieś istniała już prawdopodobnie w pierwszej połowie XIV w., o czym świadczą zapisy w kronikach kościelnych z 1423 r. Według informacji z 1449 r. tutejszy kościół uposażony był przez Falentę, a od początku XV w. wieś była w posiadaniu rodziny Bielińskich. 
Ziemak z Cieksyna w 1516 r. pełnił urząd kasztelana ciechanowskiego. 
Prywatna wieś szlachecka Cieksyno położona była w drugiej połowie XVI wieku w powiecie nowomiejskim ziemi zakroczymskiej województwa mazowieckiego. 
W rejonie tym były prowadzone intensywne walki w trakcie wojny polsko-bolszewickiej w 1920 r. W miejscowym kościele wmurowane są kamienne kule armatnie pochodzące jeszcze z okresu wojny polsko-szwedzkiej.
W latach 1952–1954 miejscowość była siedzibą gminy Cieksyn. W latach 1954–1972 wieś należała i była siedzibą władz gromady Cieksyn. W latach 1975–1998 miejscowość administracyjnie należała do województwa ciechanowskiego.
W latach 1990–2010 Cieksyn rozwinął się turystycznie. W okolicy powstały liczne osiedla działkowe i gospodarstwa agroturystyczne. 

## Zabytki
Kościół parafialny pod wezw. św. Doroty, gotycko-renesansowy, jednonawowy z prostokątnym prezbiterium zamkniętym od wschodu apsydą. Od północy zakrystia i wieża, pod którą kaplica. Wzniesiony w 3 ćwierci XVI w. przez płocki warsztat Jana Baptysty Wenecjanina, należy do tzw. "grupy pułtuskiej" charakteryzującej się kolebkowym, ornamentowanym sklepieniem nawy i prezbiterium. Na ścianie nawy figuralne płyty nagrobne biskupa Jana Borukowskiego i jego brata, Piotra Borukowskiego, opata benedyktynów w Płocku.

## Transport
Na południe od wsi przebiega droga wojewódzka nr 571. W miejscowości znajduje się przystanek kolejowy Cieksyn, obsługiwany przez pociągi Kolei Mazowieckich na szlaku Nasielsk-Płońsk.

## Pomniki przyrody
We wsi liczne pomniki przyrody:
- lipa drobnolistna obok kościoła - 24 m wys., obwód 670 cm[7]
- klon zwyczajny 22 m.
- 3 lipy drobnolistne po 21 m.
- 6 dębów szypułkowych po 19 m.

## Turystyka
W Cieksynie rozpoczyna się niebieski pieszy szlak turystyczny prowadzący doliną Wkry do Pomiechówka.